# خوزه فلیکس اوریبورو
خوزه فلیکس اوریبورو (انگلیسی: José Félix Uriburu؛ ۲۰ ژوئیه ۱۸۶۸ – ۲۹ آوریل ۱۹۳۲) سیاست‌مدار اهل آرژانتین بود. وی از ۶ سپتامبر ۱۹۳۰ تا ۱۹ فوریه ۱۹۳۲ رئیس‌جمهور این کشور بود.
خوزه فلیکس اوریبورو در ۲۹ آوریل ۱۹۳۲، در سن ۶۳ سالگی بر اثر سرطان معده در پاریس درگذشت.